# Instituto Brasília Ambiental
O Instituto do Meio Ambiente e dos Recursos Hídricos do Distrito Federal – Brasília Ambiental ou simplesmente Instituto Brasília Ambiental (Ibram) é uma autarquia brasileira, vinculada à Secretaria de Estado de Meio Ambiente e Recursos Hídricos do Distrito Federal (Semarh-DF), e é responsável pela execução das políticas públicas ambientais e de recursos hídricos no Distrito Federal.

## História
O Ibram é o último de vários órgãos ambientais do Distrito Federal:
O primeiro órgão ambiental do Distrito Federal data de 1985, a Coordenação de Assuntos do Meio Ambiente – Coama.
Em 1986 foi instituído o Secretário Extraordinário do Meio Ambiente, Ciência e Tecnologia.
Em 1989 foi criada a Secretaria do Meio Ambiente, Ciência e Tecnologia (Sematec). Neste mesmo ano 1989 foi promulgada a Política Ambiental do Distrito Federal, na lei Nº 41, de setembro de 1989.
Em 2000 foi proposta uma reestruturação administrativa do Governo do Distrito Federal, após a qual a Sematec-DF tornou-se Semarh-DF - Secretaria de Meio Ambiente e Recursos Hídricos do Distrito Federal, extinguindo o Iema-DF e o ICT-DF. A Companhia de Saneamento Ambiental do Distrito Federal (Caesb) passou a ser vinculada à Semarh-DF.
Em 2001 foi promulgada a Política de Recursos Hídricos do Distrito Federal, na lei nº 2.275.
Em 2007 foi criado o Ibram, pelo Decreto nº 27.591, de 1 de janeiro (alterado pelo Decreto nº 27.738, de 28 de fevereiro), onde extingue-se a Semarh-DF e a Comparques-DF, sendo suas atribuições assumidas pelo Ibram por meio da Lei nº 3.984, de 28 de maio do mesmo ano.

## Atribuições
Como responsável pela execução da política ambiental e de recursos hídricos, o Ibram é um órgão de controle e de fiscalização. Concede e suspende licenças além de notificar e/ou multar empresas e pessoas responsáveis por poluição do solo, da água e do ar, inclusive sonora.
Como assumiu as atribuições do extinto Comparques-DF, é responsável pelos parques do Distrito Federal. São 68 parques criados por decreto, mas muitos ainda não foram implantados ou estruturados.
Através de parceria com o Ibama, também tem entre suas atribuições o controle e fiscalização da fauna no Distrito Federal; planejar e executar projetos de uso sustentável dos recursos naturais; e contribuir para a preservação e conservação do meio ambiente, políticas de combate ao tráfico e liberar autorizações para funcionamento de criadouros de animais.